# Condado de Kwidzyn
Nota linguística: Não confundir hrabstwo (condado) com powiat (divisão administrativa)..
Kwidzyn (polaco: powiat kwidzyński) é um powiat (condado) da Polónia, na voivodia de Pomerânia. A sede é a cidade de Kwidzyn. Estende-se por uma área de 834,64 km², com 80 796 habitantes, segundo os censos de 2005, com uma densidade 96,8 hab/km².

## Divisões admistrativas
O condado possui:
Comunas urbanas: Kwidzyn
Comunas urbana-rurais: Prabuty
Comunas rurais: Gardeja, Kwidzyn, Ryjewo, Sadlinki
Cidades: Kwidzyn, Prabuty

## Demografia
População (dados de 30 de Junho de 2005):
|          | Total   | Total | Mulheres | Mulheres | Homens  | Homens |
| -------- | ------- | ----- | -------- | -------- | ------- | ------ |
|          | pessoas | %     | pessoas  | %        | pessoas | %      |
| Total    | 80 796  | 100   | 40 804   | 50,5     | 39 992  | 49,5   |
| Cidades  | 46 447  | 100   | 23 978   | 51,6     | 22 469  | 48,4   |
| Povoados | 34 349  | 100   | 16 826   | 49       | 17 523  | 51     |